# آنجلیم
آنجلیم (به پرتغالی: Angelim) یک منطقهٔ مسکونی در برزیل است که در پرنامبوکو واقع شده‌است. آنجلیم ۱۱۸٫۰۳ کیلومتر مربع مساحت و ۱۱٬۲۲۶ نفر جمعیت دارد و ۶۳۱ متر بالاتر از سطح دریا واقع شده‌است.